# Salomon Hugo Lieben
Salomon Hugo Lieben (Praga, 28 d'abril, 1881 - Idem. 10 de novembre, 1942), va ser un dels fundadors del Museu Jueu de Praga i una figura important de la comunitat jueva de Praga a la primera meitat del segle xx.

## Joventut
Salomon Hugo Lieben va néixer en una família de parla alemanya a Praga, el seu pare Samuel Lieben era comerciant. El 1899, Salomon Hugo es va graduar a l'Old Town High School i posteriorment va anar a estudiar a Alemanya. Aquí va assistir al Seminari Rabínic de Frankfurt i a conferències individuals sobre judaisme a la Universitat de Gießen.
A la ciutat on van començar els estudis universitaris de Lieben, Frankfurt del Main, ja l'any 1897 es va establir la Societat per a la Investigació dels Monuments Històrics Jueus, que es va fixar com a objectiu, entre altres coses, establir un museu jueu. Per tant, és molt probable que l'estada a Frankfurt del Main inspirés la iniciativa posterior de Lieben a Praga.
A Praga, a partir de 1902, Lieben va continuar els seus estudis a la Facultat de Filosofia de la Universitat Charles-Ferdinand. Aparentment, la neteja en curs del barri jueu de Praga va ser un altre impuls perquè Lieben va fundar la Societat per a l'establiment i el manteniment del Museu Jueu de Praga el 1906, juntament amb August Stein i altres, i es va convertir en el director executiu. En només tres anys, va poder estar orgullós del seu primer gran èxit: la col·lecció d'objectes, que va aconseguir reunir gràcies sobretot als seus esforços, va ser reconeguda com a prou representativa per ser exposada, encara que només fos en condicions provisionals.
Quan Lieben va acabar els seus estudis universitaris aquell mateix any (1909), va començar a treballar com a professor de secundària de religió jueva. Una altra fita important de la seva vida va ser el juny de 1914; va ser llavors quan Salomon Hugo Lieben es va casar amb Sophia Adler a Mariánské Lázně. Tot i que s'acostava la Primera Guerra Mundial, Lieben no va haver de deixar la seva dona, ja que va ser declarat no apte per al servei militar. El 1916, la parella va tenir un fill Samuel (més tard va canviar el seu nom a Jan Lomský) i un any més tard Löb Gabriel (Hanuš Lomský).

## Àrees d'interès
Salomon Hugo Lieben va ser molt actiu. A més de la pràctica docent, també va dirigir una llibreria, una editorial i una llibreria d'antiquaris. També va escriure articles i publicacions professionals, ressenyes i entrades per a enciclopèdies jueves alemanyes. Va desenvolupar una activitat incessant dins l'associació de museus, l'any 1924 va escriure, per exemple, una guia de l'exposició, i dos anys més tard va participar en el seu trasllat a l'edifici de la Germandat Sepulcral Jueva de Praga. Des de 1928 va ser membre de la comissió de monuments del Consell Suprem d'Unions de comunitats religioses jueves de Bohèmia, Moràvia i Silèsia.
Com que professava el judaisme ortodox, va estar implicat en diverses associacions i institucions d'orientació semblant (per exemple, comissions que supervisaven el subministrament de carn kosher o examinaven els professors). L'any 1931 esdevingué el president de la Confraria Funerària. Va ser només l'any 1937 que Lieben va deixar d'ocupar el càrrec de director executiu de l'associació de museus, que ja li havia estat assignat en la fundació d'aquesta institució 31 anys abans. Tanmateix, Lieben no va abandonar completament el museu, només va passar al càrrec de vicepresident 2n.
Quan s'acostava la Segona Guerra Mundial, Lieben tenia diverses opcions per sortir de Txecoslovàquia, però al final no en va fer servir cap. Encara liderava la institució en la qual es va transformar la Germandat Sepulcral durant la guerra, i ell i la seva dona es dedicaren a la catalogació de llibres i objectes de plata, concentrats durant la guerra al Museu Central Jueu. Amb Tobias Jakobovits, també va participar en la preparació de la primera instal·lació del Museu Central Jueu a la Sinagoga Alta. Aquesta exposició estava dedicada als llibres.
Salomon Hugo Lieben va morir sobtadament de camí a la sinagoga i va ser enterrat al nou cementiri jueu d'Olšany. Tanmateix, la seva dona va ser deportada el juliol de 1943 a Terezín i la tardor de 1944 a Auschwitz, on va ser assassinada. Els dos fills de Lieben van aconseguir escapar a Gran Bretanya, i tots dos també van participar en activitats d'exili txecoslovac. Jan es va unir a l'exèrcit britànic, Hanuš va treballar en una fàbrica com a soldador. Va ser actiu dins del Partit Comunista. La seva filla és l'antiga dissident Věra Roubalová Kostlánová.

## Treballs
- Notes manuscrites sobre la història dels jueus a Praga al llarg dels anys 1744–1754, a: Jahrbuch der Jüdisch-Literarischen Gesellschaft, 1904, s. 267–330, 1905, s. 241–276.
- Els desastres del foc de Praga de 1689 i 1754, a: Jahrbuch der Jüdisch-Literarischen Gesellschaft, 1927, s. 175–193.
- La impremta hebrea a Praga al segle XVI, a: Die Juden in Prag, Prag 1927, s. 88–106.
- David Oppenheim, in: Jahrbuch der Jüdisch-Literarischen Gesellschaft, 1928, s. 1–38.
- Cartes de 1744-1748 sobre l'expulsió dels jueus de Praga, en: Ročenka Společnosti pro dějiny Židů v Československu, 1932, s. 343–469.
- Oppenheimiana, a: Ročenka Společnosti pro dějiny Židů v Československu, 1935, s. 409–455.